# Hrádek nad Nisou (nádraží)
Hrádek nad Nisou je železniční stanice v severovýchodní části města Hrádek nad Nisou v okrese Liberec v Libereckém kraji nedaleko řeky Lužické Nisy. Leží na neelektrizované trati Liberec–Zittau. Jedná se o pohraniční železniční stanici se Spolkovou republikou Německo.

## Historie
Stanice byla otevřena 1. prosince 1859 saskou společností Zittau-Reichenberger Eisenbahngesellschaft (Společnost žitavsko-liberecké dráhy, ZRE) v rámci budování železničního spojení z Liberce, kam železnici přivedla téhož roku společnost Jihoseveroněmecká spojovací dráha (SNDVB) z Pardubic a Turnova, do Žitavy. Stanice zde vznikla dle typizovaného stavebního vzoru.
ZRE přešla roku 1905 na základě mezinárodní smlouvy mezi Rakouskem-Uherskem a Saskem do majetku Královských saských státních drah. Roku 1920 byly Saské státní dráhy začleněny do Německých říšských drah (DR), v jejichž majetku zůstala trať i stanice až do roku 1945, kdy ji převzaly Československé státní dráhy (ČSD).

## Popis
Nachází se zde jedno kryté ostrovní nástupiště s podchodem pro cestující (2019). V letech 2022-2023 je v plánu rekonstrukce nádraží, během níž bude mimo jiné opraveno kolejiště, nástupiště či vybudován nový podchod.